# هاروی میلک
هاروی برنارد میلک (به انگلیسی: Harvey Bernard Milk) (۲۲ مه ۱۹۳۰ – ۲۷ نوامبر ۱۹۷۸) سیاستمدار آمریکایی بود. وی همجنس‌گرا بود و بعدتر به یکی از فعالان حقوق همجنس‌گرایان بدل شد.
در ۲۷ نوامبر ۱۹۷۸ میلک و شهردار سن‌فرانسیسکو  جرج ماسکونی توسط فردی به نام دن وایت به قتل رسیدند. این قتل ادامه درگیری‌های ایدئولوژیکی شهر سن‌فرانسیسکو بود. در سال ۲۰۰۲ میلک به عنوان «مشهورترین مسئول دگرباش جنسی که تا کنون در آمریکا بوده‌است» شناخته شده‌است و در سال ۲۰۰۹ مدال آزادی رئیس‌جمهوری دریافت کرد.
از روی زندگی میلک فیلمی به نام میلک با بازی شان پن در نقش وی ساخته شده‌است که برنده جایزه اسکار به عنوان بهترین بازیگر و بهترین فیلم‌نامه غیراقتباسی شد. فیلم زمانه هاروی میلک (۱۹۸۴) به کارگردانی راب اپستاین که به زندگی او می‌پردازد، برنده جایزه اسکار بهترین فیلم مستند شده‌است.